# FAITH LIVE
『FAITH LIVE』（フェイス ライヴ）は、日本のロックバンド・L'Arc〜en〜Cielのボーカリストで、シンガーソングライターであるHYDEのライヴビデオ。DVD版は2006年11月8日、BD版は2007年6月20日発売。発売元はKi/oon Records内に設立した自身の主宰レーベル、HAUNTED RECORDS。

## 解説
ロックバンド・L'Arc〜en〜Cielのボーカリスト、hydeがソロ名義で発表した初のライヴビデオ。
本作品は、2006年4月に発表した3枚目のアルバム『FAITH』を引っ提げ、同年4月1日から同年9月2日にかけて日米40都市にて開催されたソロ名義で初となるライヴツアー「HYDE TOUR 2006 FAITH」の模様を収録したライヴビデオである。Disc1には同年8月27日に行われた横浜アリーナ公演の模様が収められており、Disc2には日本国内ツアーに加え、アメリカ西海岸ツアーの模様にまで密着したドキュメント映像が収録されている。
本作は当初、通常盤（2DVD）の1形態でリリースされていたが、2007年6月20日にBlu-ray Disc版が発売されている（内容はDVD版と同一）。なお、DVD版の初回仕様限定盤はツイントレイ仕様になっている。

## 収録曲
- DVD版は本編・ドキュメント映像を2枚に、BD版は1枚に収録。DVD版はドキュメント映像がDisc 2となる。

### Disc1
- HYDE TOUR 2006 FAITH

1. JESUS CHRIST
2. SWEET VANILLA
3. MADE IN HEAVEN
4. DOLLY
5. SEASON'S CALL
6. EVERGREEN
7. I CAN FEEL
8. MASQUERADE
9. IT'S SAD
10. PERFECT MOMENT
11. FAITH
12. COUNTDOWN
13. HELLO
14. PRAYER
15. MIDNIGHT CELEBRATION
16. MISSION
17. Lucy in the Sky with Diamonds
18. HIDEAWAY
19. UNEXPECTED

### Disc2
- HYDE TOUR 2006 FAITH DOCUMENTARY

日本国内ツアーに加え、アメリカ西海岸ツアーの模様にまで密着したドキュメント映像を収録。